# Büyükdere (Sarıyer)
Büyükdere è una mahalle del comune e distretto di Sarıyer, nella provincia di Istanbul, in Turchia.

## Geografia fisica
Büyükdere si trova sulla sponda europea dello stretto del Bosforo, a circa 2 km a sud-ovest di Sarıyer. Il suo nome in turco significa “grande torrente”, in riferimento al fiume che un tempo sfociava qui nel Bosforo.

## Storia
Nel XIX secolo Büyükdere, come la vicina Tarabya, era un popolare rifugio estivo per i membri della comunità diplomatica e straniera di Istanbul e conserva ancora diverse chiese ed edifici di ambasciate risalenti a quel periodo.

## Monumenti e luoghi di Interesse

### Architetture religiose
Il quartiere ospita i seguenti edifici religiosi storici:
- Moschea di Kara Mehmet Kethüda, moschea dell'Islam sunnita del XVIII secolo;[2]
- Chiesa greco-ortodossa di Agia Paraskevi, del 1830;[3]
- Chiesa armena cattolica di Surp Bogos, del 1847;[4]
- Chiesa apostolica armena di Surp Hripsimyants, del 1848;[5]
- Chiesa cattolica romana di Santa Maria, del 1866;[6]

### Architetture civili
L'edificio dell'ambasciata estiva spagnola fu originariamente costruito dai frati francescani in stile neoclassico e poi donato al governo spagnolo nel 1783 affinché il personale dell'ambasciata avesse un posto dove sfuggire al caldo intenso dell'estate di Istanbul. Un altro edificio notevole è quello dell'Ambasciata estiva russa, nata come casa del conte Nikolay Ignatyev nel 1840.
Affacciata sulla strada costiera, lo yalı del XVIII secolo, un tempo di proprietà di Keçecizade Fu'ad Pascià, gran visir del sultano Abdülaziz, è ora un hotel.

## Società

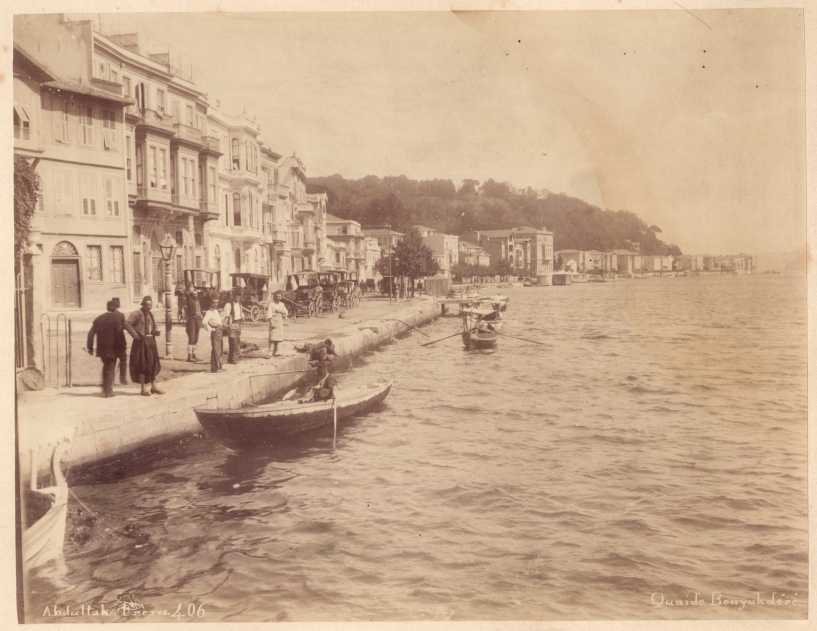
Il lungomare di Büyükdere fotografato dagli Abdullah Frères nel 1895

### Etnie e minoranze straniere
In passato, i greci vivevano nel quartiere di Büyükdere insieme ai turchi. Dopo la migrazione dei greci in Grecia, la popolazione greca è diminuita. Nel quartiere di Büyükdere è presente anche una minoranza armena.  Büyükdere, a causa dell'intensa ondata migratoria tra il 1950 e il 1960, è diventato il quartiere preferito dagli immigrati provenienti da località come Trabzon, Tonya e Giresun.

### Istituzioni, enti e associazioni
A Büyükdere ha sede su una proprietà di 2,1 ettari il Comando regionale per il Mar di Marmara e gli Stretti turchi della Guardia Costiera turca. Il suo quartier generale è ospitato in un casino di caccia costruito per Mehmed VI, l'ultimo sultano dell'Impero Ottomano. Alcune navi della Guardia Costiera sono ormeggiate al molo di Büyükdere.
Hanno sede a Büyükdere anche i dipartimenti dell'imposta sul reddito e dei vigili del fuoco del comune di Sarıyer.

## Cultura

### Istruzione

#### Scuole
Qui si trova una scuola elementare locale (Mehmet İpkin İlköğretim Okulu) e una scuola superiore professionale per ragazze (Sarıyer Kız Teknik ve Meslek Lisesi).

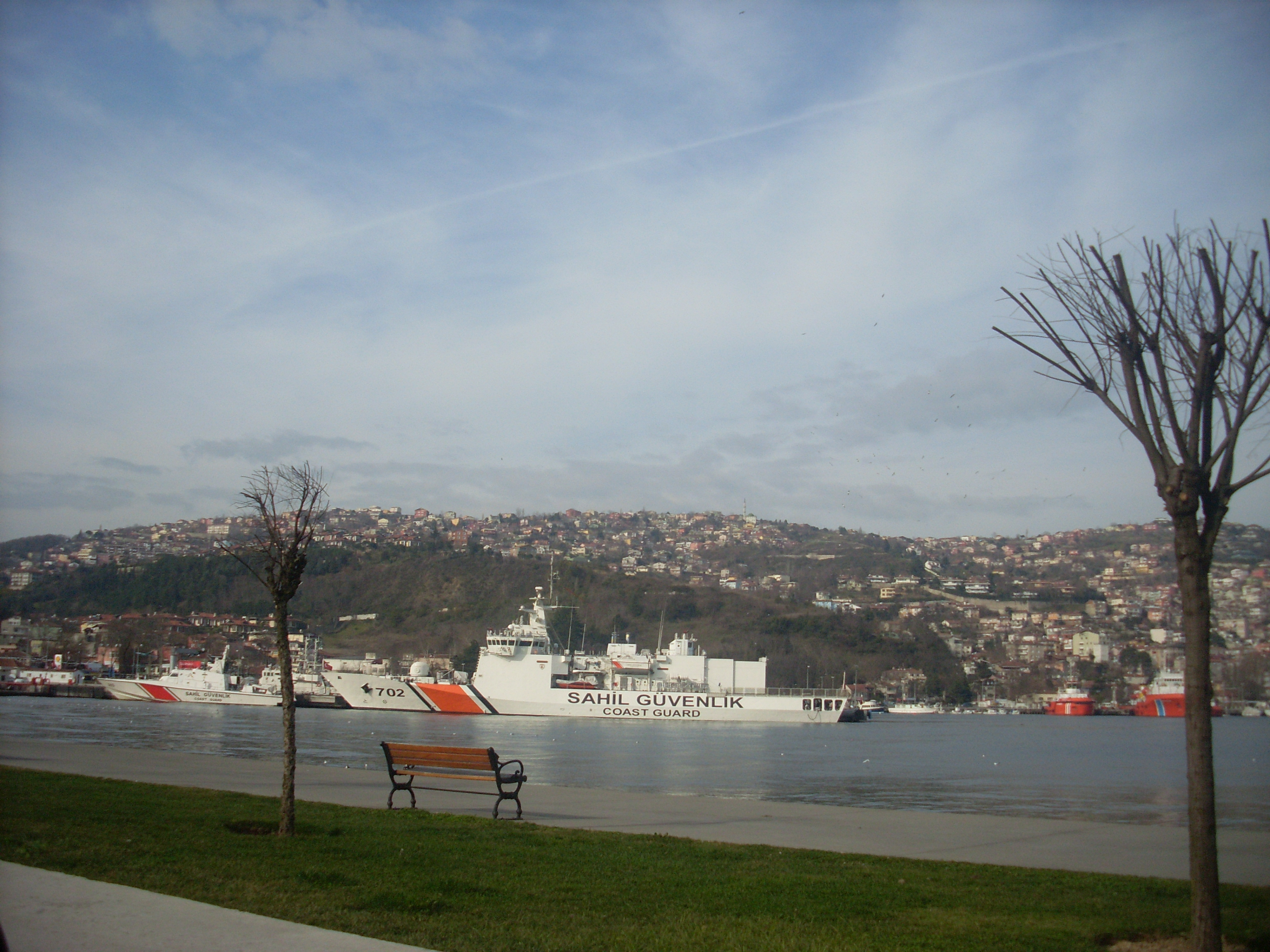
Navi della Guardia Costiera attraccano davanti a Büyükdere

### Musei
Il Museo Sadberk Hanım, un museo privato di archeologia ed etnografia, è ospitato in quello che in epoca ottomana era nato come Yalısı Azaryan (Vidalı) in legno o palazzo sull'acqua appartenente a un deputato armeno. La ricca famiglia Koç lo acquistò come abitazione negli anni '50, ma nel 1980 lo trasformò in un museo privato per ospitare le collezioni della moglie dell'uomo d'affari turco Vehbi Koç, e di sua moglie Sadberk Hanım. Tuttavia, la sua apertura è prevista per il 2023 in una nuova sede sulle rive del Corno d'Oro, nell'ambito del progetto Haliçport. Nelle vicinanze si trova un secondo edificio museale che ospita la collezione di tappeti e kilim dell'esploratrice americana Josephine Powell.

## Infrastrutture e trasporti
Una strada principale lunga 14 chilometri, Büyükdere Caddesi, inizia a sud di Büyükdere e corre nell'entroterra fino a Şişli. Nel XIX secolo a Büyükdere esisteva un terminal per i traghetti, ma sebbene sia stato restaurato non è stato rimesso in funzione (in parte a causa della strada costruita di fronte ad esso su un terreno bonificato), il che significa che la maggior parte degli accessi al quartiere avviene in autobus lungo la strada costiera.